# Bödelibahn
De Bödelibahn (afgekort BB) was een 9 kilometer lange normaalspoorlijn in Zwitserland. Het verbond de Thunersee via Interlaken met de Brienzersee.

## Geschiedenis
Op de Thuner- en Brienzersee voeren stoomboten met toeristen in het Berner Oberland en speciaal naar Interlaken, het uitgangspunt voor een tocht naar de Jungfrau. Omdat het verbindingskanaal tussen de Thuner- en Brieenzersee niet bevaarbaar was werd een spoorlijn tussen Därligen aan de Thunersee en Bönigen aan de Brienzersee aangelegd.
Oorspronkelijk was een normaalsporige lijn van de Brünigbahn van Bern door het Güretal naar Thun gepland.
Op 28 december 1870 kreeg het bedrijf als eerste van het kanton Bern de concessie voor de spoorlijn van Därligen naar Bönigen.
Onder leiding van de Russische spoorwegpionier Leopold Blotnitzki (1817–1879), voormalig ingenieur van de Schweizerische Centralbahn (SCB) kon het eerste gedeelte van Därligen naar Interlaken op 12 augustus 1872 en het tweede gedeelte op 1 juli 1874 geopend worden. Om concurrentie van de scheepvaart te verhinderen werden over de Aare twee vaste bruggen gebouwd.
Op 1 januari 1900 verkocht BB de eigendommen aan de Thunerseebahn.